# Bactrocera melas
Bactrocera melas
 es una especie de insecto díptero que Perkins y May describieron científicamente por primera vez en 1949. Bactrocera melas pertenece al género Bactrocera de la familia Tephritidae. 